# أبو العباس المستنصر
أبو العباس المستنصر هو أبو العباس أحمد ابن أبي عبد الله محمد بن أبي يحي بن أبي بكر المستنصر، ولد بقسنطينة 729 هـ/1329 م. بويع بالخلافة الحفصية يوم 12 ربيع الثاني 772 هـ الموافق لـيوم 3 نوفمبر 1370 م  واستمر في الحكم إلى وفاته يوم 3 شعبان 796 هـ الموافق لـ3 جوان 1394 م.

## حكمه
- وصوله إلى السلطة:

لقد كان سلفه أبي إسحاق إبراهيم بن أبي بكر ميالا إلى الخمول، ولا تتجاوز سلطته الفعلية شمال البلاد التونسية ، وقد توفي يوم 20 رجب 770 هـ/ 19 فيفري 1369 م، وخلفه ابنه الصبي أبو االبقاء خالد، فكان لا يتصرف في شؤون البلاد، فاستنجد شيخ قبيلة الكعوب بأبي العباس حاكم قسنطينة آنذاك، فزحف على تونس في خريف 712 هـ/1370 م، واستولى عليها، في حين فر السلطان الشاب  وبويع هو بالخلافة وتسمى بـالمتوكل على الله.
- توحيد الدولة الحفصية:

استطاع أبو العباس المستنصر أن يوحد الدولة الحفصية وأن يعيد سلطة دولته إلى إفريقية بفضل اعتماده على القبائل، وأطرد البدو من بجاية، ومن بونة عام 1370 م ودفعهم باتجاه الجنوب، كما استولى على قفصة وتوزر ، بعد استيلائه على المدن الساحل سوسة والمهدية ثم جربة وكذا صفاقس. وبذلك ساهم في إرساءالأمن في الداخل، ووفر لدولته الاستقرار.
- سياسته الخارجية:

لقد نشطت القرصنة في عهد أبي العباس أحمد، بما أدى إلى صعوبة العلاقات مع كل من مرسيليا وأراغون، ونشب نزاع مع الدول الإيطالية وأساسا منها جنوة والبندقية وبيزة التي أغار أسطولها عام 1388م على جزيرة جربة واحتلها ونهبها ، وردت الدولة الحفصية على ذلك في السنة الموالية بنهب جزيرة غودش (Gozzo) التابعة لمالطا، وفي عام 1390م قام الفرنسيون والجنويون بالهجوم على مدينة المهدية  وقد تصدى لهم أبو العباس ، وفشلت الحملة، وفي السنة الموالية سعت مل من جنوة والبندقية إلى عقد معاهدة مع أبي العباس وهو ما تم بالفعل.

## إشارات مرجعية
1. 1 2 3 4  ابن الشماع، الأدلة البينة النورانية في مفاخر الدولة الحفصيبة، تحقيق وتقديم د. الطاهر المعموري، الدار العربية للكتاب، تونس 1984، ص 109-112
2. 1 2 3 4 5 6 7  روبار برنشفيك، تاريخ إفريقية في العهد الحفصي، من القرن 13 إلى نهاية القرن 15، تعريب حمادي الساحلي، دار الغرب الإسلامي، بيروت، 1988، ج 1، ص 216-240

| سبقه أبو البقاء خالد الناصر الثاني | سلطان حفصي (تونس) 772هـ-796هـ/1370م- 1394م | تبعه أبو فارس عبد العزيز المتوكل |